# Lijst van county's in Nebraska
De Amerikaanse staat Nebraska is onderverdeeld in 93 county's.

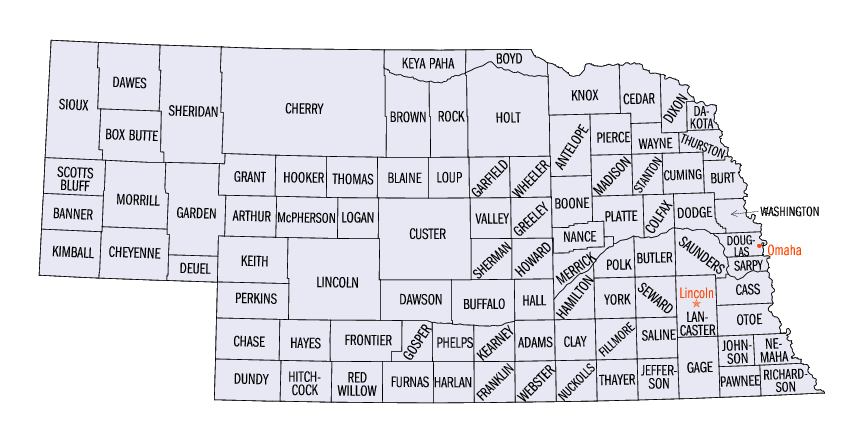
County's van Nebraska

| County       | Inwoners 1 juli 2007 | Hoofdplaats    | Inwoners 1 juli 2007 |
| ------------ | -------------------- | -------------- | -------------------- |
| Adams        | 32.990               | Hastings       | 25.343               |
| Antelope     | 6757                 | Neligh         | 1481                 |
| Arthur       | 356                  | Arthur         | 116                  |
| Banner       | 734                  | Harrisburg     | 66                   |
| Blaine       | 448                  | Brewster       | 22                   |
| Boone        | 5527                 | Albion         | 1620                 |
| Box Butte    | 11.001               | Alliance       | 8064                 |
| Boyd         | 2119                 | Butte          | 325                  |
| Brown        | 3207                 | Ainsworth      | 1657                 |
| Buffalo      | 44.976               | Kearney        | 30.129               |
| Burt         | 7059                 | Tekamah        | 1726                 |
| Butler       | 8377                 | David City     | 2485                 |
| Cass         | 25.577               | Plattsmouth    | 6928                 |
| Cedar        | 8530                 | Hartington     | 1494                 |
| Chase        | 3698                 | Imperial       | 1795                 |
| Cherry       | 5718                 | Valentine      | 2647                 |
| Cheyenne     | 9972                 | Sidney         | 6477                 |
| Clay         | 6330                 | Clay Center    | 760                  |
| Colfax       | 9974                 | Schuyler       | 5144                 |
| Cuming       | 9365                 | West Point     | 3374                 |
| Custer       | 10.849               | Broken Bow     | 3154                 |
| Dakota       | 20.312               | Dakota City    | 1883                 |
| Dawes        | 8818                 | Chadron        | 5489                 |
| Dawson       | 24.744               | Lexington      | 10.155               |
| Deuel        | 1893                 | Chappell       | 884                  |
| Dixon        | 6243                 | Ponca          | 1077                 |
| Dodge        | 36.004               | Fremont        | 25.353               |
| Douglas      | 497.416              | Omaha          | 424.482              |
| Dundy        | 2031                 | Benkelman      | 871                  |
| Fillmore     | 6051                 | Geneva         | 2052                 |
| Franklin     | 3158                 | Franklin       | 906                  |
| Frontier     | 2663                 | Stockville     | 31                   |
| Furnas       | 4732                 | Beaver City    | 562                  |
| Gage         | 23.219               | Beatrice       | 12.873               |
| Garden       | 1834                 | Oshkosh        | 699                  |
| Garfield     | 1722                 | Burwell        | 1012                 |
| Gosper       | 1971                 | Elwood         | 695                  |
| Grant        | 613                  | Hyannis        | 235                  |
| Greeley      | 2326                 | Greeley Center | 443                  |
| Hall         | 55.642               | Grand Island   | 44.802               |
| Hamilton     | 9298                 | Aurora         | 4184                 |
| Harlan       | 3392                 | Alma           | 1092                 |
| Hayes        | 980                  | Hayes Center   | 216                  |
| Hitchcock    | 2844                 | Trenton        | 457                  |
| Holt         | 10.312               | O'Neill        | 3338                 |
| Hooker       | 736                  | Mullen         | 487                  |
| Howard       | 6612                 | St. Paul       | 2207                 |
| Jefferson    | 7516                 | Fairbury       | 3821                 |
| Johnson      | 4476                 | Tecumseh       | 1591                 |
| Kearney      | 6602                 | Minden         | 2856                 |
| Keith        | 8024                 | Ogallala       | 4539                 |
| Keya Paha    | 850                  | Springview     | 208                  |
| Kimball      | 3602                 | Kimball        | 2233                 |
| Knox         | 8665                 | Center         | 81                   |
| Lancaster    | 275.665              | Lincoln        | 248.744              |
| Lincoln      | 35.500               | North Platte   | 24.079               |
| Logan        | 745                  | Stapleton      | 290                  |
| Loup         | 644                  | Taylor         | 183                  |
| Madison      | 34.134               | Madison        | 2202                 |
| McPherson    | 7690                 | Tryon          | ---                  |
| Merrick      | 7690                 | Central City   | 2757                 |
| Morrill      | 5047                 | Bridgeport     | 1459                 |
| Nance        | 3572                 | Fullerton      | 1227                 |
| Nemaha       | 7039                 | Auburn         | 3267                 |
| Nuckolls     | 4533                 | Nelson         | 517                  |
| Otoe         | 15.647               | Nebraska City  | 7068                 |
| Pawnee       | 2686                 | Pawnee City    | 886                  |
| Perkins      | 2928                 | Grant          | 1099                 |
| Phelps       | 9175                 | Holdrege       | 5170                 |
| Pierce       | 7284                 | Pierce         | 1652                 |
| Platte       | 31.849               | Columbus       | 21.399               |
| Polk         | 5208                 | Osceola        | 866                  |
| Red Willow   | 10.748               | McCook         | 7464                 |
| Richardson   | 8351                 | Falls City     | 4046                 |
| Rock         | 1515                 | Bassett        | 638                  |
| Saline       | 13.873               | Wilber         | 1737                 |
| Sarpy        | 146.756              | Papillion      | 22.222               |
| Saunders     | 20.184               | Wahoo          | 3994                 |
| Scotts Bluff | 36.370               | Gering         | 7645                 |
| Seward       | 16.554               | Seward         | 6727                 |
| Sheridan     | 5450                 | Rushville      | 868                  |
| Sherman      | 3013                 | Loup City      | 890                  |
| Sioux        | 1351                 | Harrison       | 254                  |
| Stanton      | 6395                 | Stanton        | 1578                 |
| Thayer       | 5163                 | Hebron         | 1341                 |
| Thomas       | 600                  | Thedford       | 173                  |
| Thurston     | 7208                 | Pender         | 1131                 |
| Valley       | 4263                 | Ord            | 2065                 |
| Washington   | 19.959               | Blair          | 7870                 |
| Wayne        | 9317                 | Wayne          | 5289                 |
| Webster      | 3609                 | Red Cloud      | 984                  |
| Wheeler      | 809                  | Bartlett       | 113                  |
| York         | 14.370               | York           | 7904                 |

Alabama · Alaska · Arizona · Arkansas · Californië · Colorado · Connecticut · Delaware · Florida · Georgia · Hawaï · Idaho · Illinois · Indiana · Iowa · Kansas · Kentucky · Louisiana · Maine · Maryland · Massachusetts · Michigan · Minnesota · Mississippi · Missouri · Montana · Nebraska · Nevada · New Hampshire · New Jersey · New Mexico · New York · North Carolina · North Dakota · Ohio · Oklahoma · Oregon · Pennsylvania · Rhode Island · South Carolina · South Dakota · Tennessee · Texas · Utah · Vermont · Virginia · Washington · West Virginia · Wisconsin · Wyoming